# Éparchie de Žiča
L'éparchie de Žiča (en serbe cyrillique : Епархија жичка ; en serbe latin : Eparhija žička) est une éparchie, c'est-à-dire une circonscription de l'Église orthodoxe serbe. Située au sud-est de la Serbie, elle a son siège à Kraljevo ; en 2006, elle est dirigée par l'évêque Justin.

## Histoire

### Liste des évêques depuis 1831
- Nikifor Maksimović, évêque d'Užice, 1831-1853.
- Joanikije Nešković, évêque d'Užice-Kruševac, 1854-1873.
- Vikentije Krasojević, évêque d'Užice, 1873-1882.
- Kornilije Stanković, évêque, 1883-1885.
- Nikanor Ružičić, évêque, 1886-1889.
- Sava Barać Dečanac, évêque, 1889-1913.
- Nikolaj Velimirović, évêque, 1919-1920.
- Jefrem Bojović, évêque, 1920-1933.
- Nikolaj Velimirović, évêque, 1934-1956, jusqu'en 1941 absens
- Vikentije Prodanov, administrateur, 1941-1947.
- Valerijan Stefanović, administrateur, 1947-1949.
- Josif Cvijović, administrateur à partir de 1950 pour une durée de 18 mois
- German Đorić, évêque, 1956-1958
- Vasilije Kostić, évêque, 1961-1978.
- Stefan Boca, évêque, 1978-2003.
- Hrizostom Stolić, évêque, 2003-2012.
- Jovan Mladenović, administrateur, 2012-2014.
- Justin Stefanović, évêque à partir de 2014.

## Subdivisions territoriales
L'éparchie de Žiča compte 13 archidiaconés (arhijerejska namesništva), eux-mêmes subdivisés en municipalités ecclésiastiques (crkvene opštine) et en paroisses (parohije).

## Monastères
L'éparchie de Žiča compte notamment les monastères suivants :